# Истаксиуатъл
Истаксѝуатъл (на испански: Iztaccíhuatl, произнася се (istakˈsiwatɬ; или на испански: Ixtaccíhuatl, произнася се iʃtakˈsiwatɬ) е третата по височина планина в Мексико, след Пико де Орисаба (5636 м) и Попокатепетъл (5432 м).
Името му идва от езика науатъл и означава „бяла дама“. Той е част от 900-километровия Трансмексикански вулканичен пояс и е неактивен стратовулкан. Планината има 4 върха, най-високият от които е 5230 м над морското равнище. Върховете са описвани като главата, гръдния кош, коленете и нозете на спяща женска фигура, която е видима и от изток, и от запад.
Истаксиуатъл отстои на 70 км от Мексико Сити и се вижда от столицата при добри атмосферни условия. Планината лежи северно от Попокатепетъл и се свързва с него чрез седловината Пасо де Кортес.
Първото регистрирано изкачване е през 1889 година, но според археолози още ацтеките и по-ранни култури са изкачвали планината.